# Mireya Agüero
Mireya Agüero hoặc Mireya Agüero de Corrales là một Bộ trưởng Ngoại giao của Honduras từ năm 2013 đến 2014 dưới hai thời Chủ tịch.
Agüero có bằng luật và bằng cấp về quan hệ quốc tế. Bà tham gia công vụ năm 1981 và dịch vụ nước ngoài năm 1983.
Bà đã vươn lên qua các cấp bậc và được làm Bộ trưởng Bộ Ngoại giao cho Honduras vào tháng 5 năm 2013. Agüero được Tổng thống Porfirio Lobo bổ nhiệm sau một thời gian ngắn làm Thứ trưởng  để thay thế Arturo Corrales, người đã được chuyển sang Bộ trưởng Bộ An ninh.
Agüero làm việc dưới thời tân Tổng thống Juan Orlando Hernández vào năm sau, nhưng bà đã từ chức năm 2014 và nó có hiệu lực vào ngày 15 tháng 11.
Vào tháng 10 năm 2015, Tổng thống Honduras đã bổ nhiệm cháu gái của Agüero, María Dolores Agüero, làm Thứ trưởng Bộ Ngoại giao.